# Alan Scarfe
Pour les articles homonymes, voir Alan Scarfe (homonymie) et Scarfe.
Alan John Scarfe, né le 8 juin 1946 à Harpenden (Angleterre) et mort le 28 avril 2024 à Longueuil (Québec), est un acteur, metteur en scène et auteur canadien. Il est un ancien directeur associé du Festival de Stratford (1976–77) et du Everyman Theatre de Liverpool (1967–68).
Il a joué plus de cent rôles dans des théâtres d'Europe, du Canada et des États-Unis. Il a également fait carrière au cinéma et à la télévision pendant une quarantaine d'années, ayant fait des apparitions dans Star Trek : La Nouvelle Génération et Star Trek: Voyager,.
Il a remporté le Genie Award for Best Performance by an Actor in a Supporting Role (en) en 1985 pour son rôle dans Un printemps sous la neige ainsi que deux nominations pour Deserters (en) (1984) et Overnight (1986).

## Biographie
Scarfe naît à Harpenden, en Angleterre, fils de Gladys Ellen (née Hunt) et Neville Vincent Scarfe, professeurs universitaires,. 
Alan Scarfe a deux frères. Colin et Brian Scarfe. Le premier est professeur d'astronomie à l'université de Victoria et le second, professeur universitaire de sciences économiques, administrateur universitaire et consultant en économie.
Scarfe fait des études à la London Academy of Music and Dramatic Art (1964–66) et commence sa carrière comme acteur au théâtre. 
Ayant habité un temps Los Angeles, Alan Scarfe revient au Canada en 2002. Il commence à écrire des romans sous le pseudonyme Clanash Farjeon (une anagramme de son nom). Il écrit ainsi A Handbook for Attendants on the Insane: the Autobiography of Jack the Ripper as Revealed to Clanash Farjeon, The Vampires of Ciudad Juarez, The Vampires of 9/11 et Vampires of the Holy Spirit.
Alan Scarfe se décrit comme un athée de longue date. Il est le père de Jonathan Scarfe et a été marié à Barbara March de 1979 jusqu'à la mort de cette dernière en 2019. Le couple a eu une fille, Antonia (Tosia) Scarfe, une musicienne et compositrice.
Il meurt le 28 avril 2024, à l'âge de 77 ans, chez lui à Longueuil, une ville située face à Montréal, des suites d'un cancer du colon.

## Filmographie partielle
- 1963 : The Bitter Ash (en) de Larry Kent : Des
- 1977 : Une si gentille petite fille (Cauchemares) d'Eddy Matalon : George Gimble
- 1982 : Meurtre par téléphone (Murder by Phone) de Michael Anderson : John Websole
- 1983 : The Wars (en) de Robin Phillips (en) : Capitaine Leather
- 1983 : Deserters (en) de Jack Darcus (en) : Sergent Ulysses Hawley
- 1984 : Un printemps sous la neige (The Bay Boy) de Daniel Petrie : Sergent Tom Coldwell
- 1984 : Walls (en) de Tom Shandel : Ron Simmons
- 1985 : The Execution of Raymond Graham de Daniel Petrie (téléfilm) : Gouverneur Richards
- 1985 : Joshua Then and Now de Ted Kotcheff : Jack Trimble
- 1985 : Overnight (en) de Jack Darcus (en) : Vladimir Jezda
- 1987 : Street Justice (en) de Richard C. Sarafian : Eugene Powers
- 1988 : L'Aigle de fer 2 (Iron Eagle II) de Sidney J. Furie : Colonel Vardovsky
- 1991 : Double Impact de Sheldon Lettich : Nigel Griffith
- 1992 : L'Arme fatale 3 (Lethal Weapon 3) de Richard Donner : Herman Walters
- 1993 : Le Portrait (The Portrait) d'Arthur Penn (téléfilm) : David Severn
- 1994 : Gunsmoke: One Man's Justice (en) de Jerry Jameson : Sean Devlin
- 1997 : Back in Business (en) de Philippe Mora : David Ashby
- 1997 : The Wrong Guy (en) de David Steinberg : Fermier Brown
- 1998-2001 : Sept jours pour agir (série télévisée)
- 2007 : Babylon 5: The Lost Tales (en) de Joseph Michael Straczynski - Père Cassidy

## Distinctions
Il a remporté le Genie Award for Best Performance by an Actor in a Supporting Role en 1985 pour son rôle dans Un printemps sous la neige ainsi que deux nominations pour Deserters (1984) et Overnight (1986), ainsi qu'une nomination pour le Prix Gemini du meilleur acteur pour aka Albert Walker (2003).
Il a également remporté le Jessie Award (en) du meilleur acteur en 2005 pour son rôle dans la pièce Trying (en) du Vancouver Playhouse (en). En 2006, il remporte le prix du jury à la Fantastic Fest pour The Hamster Cage (cy) ainsi que le prix honoraire du Vancouver Film Critics Circle pour l'ensemble de sa carrière.
Enfin, The Vampires of Juarez remporte le BIBA Star de 2018 The Revelation of Jack the Ripper won the 2019 BIBA (Best Indie Book Award).